# Abarema laeta
Abarema laeta là một loài thực vật có hoa trong họ Đậu. Loài này được (Benth.) Barneby & J.W. Grimes miêu tả khoa học đầu tiên năm 1996.